# Filigranes
Filigranes est une grande librairie de Bruxelles (Belgique), entreprise créée en 1984 et rebaptisée sous ce nom en 1989. Filigranes est depuis sa création la plus grande librairie indépendante de Belgique et une des plus grandes d'Europe en terme de surface au sol.

## Présentation
La librairie Filigranes est installée depuis 1989 avenue des Arts à Bruxelles où elle a été fondée par Marc Filipson. Elle dispose d’une superficie de 2 600 m2 et elle est ouverte 7 jours sur 7. Son chiffre d'affaires la classe dans le top 5 des librairies indépendantes européennes.
Filigranes a conçu sa réputation notamment autour des services proposés à la clientèle[source secondaire nécessaire] : grand choix d'ouvrages (180 000 références), chaises et fauteuils, rencontres et dédicaces d'auteurs, café et petite restauration, mini-concerts ; toutes ces activités invitent le client à flâner et bouquiner.
Depuis le 9 novembre 2013, Filigranes comprend une librairie internationale.  
Elle accueille fréquemment des écrivains et artistes venant présenter des livres ou en débattre.
En 2024, la librairie Filigranes est à vendre. L'entreprise a besoin de 1,5 à 2 millions d'euros pour poursuivre ses activités,.

## Allégations de harcèlement moral et sexuel
En mars 2022, la presse, révèle qu'une plainte (une « demande d'intervention psychosociale formelle à caractère principalement collectif ») a été déposée auprès du conseiller en prévention externe de l'entreprise par 48 membres du personnel de la librairie. À la suite de cette plainte, plusieurs travailleurs ou anciens travailleurs de l'entreprise dénoncent des faits de harcèlement moral et sexuel au sein de l'entreprise. Après que le conseil d'administration ait nié ces accusations,,, le directeur de la librairie reconnaît ce qu'il qualifie comme « un certain nombre de mauvaises habitudes et comportements qui rendent difficile la vie professionnelle de [ses] collaborateurs » et annonce le recrutement d'un nouveau directeur,.
Le 28 avril Véronique Croisé devient directrice générale.

## Chronologie et quelques événements
Cette section ne s'appuie pas, ou pas assez, sur des sources secondaires ou tertiaires indépendantes du sujet. Le texte peut contenir des analyses inexactes ou inédites de sources primaires.
Pour l'améliorer, ajoutez-en, ou placez des modèles {{Source secondaire souhaitée}} ou {{Source secondaire nécessaire}} sur les passages mal sourcés. (janvier 2025)
- 1984 : Marc Filipson reprend la librairie La Providence située rue de l’Industrie dans le quartier des institutions européennes et internationales à Bruxelles.
- 1989 : la librairie déménage quelques rues plus loin, et s’installe au 38, avenue des arts, dans un local de 200 m2 précédemment occupé par une banque. La librairie est rebaptisée Filigranes.
- 1992 : un incendie accidentel dévore le local. Les livres rescapés sont vendus à même le trottoir. Pendant les travaux, des locaux de fortune seront installés dans des containers de chantier.
- 2000 : la librairie Filigranes investit le 39 de l'avenue des Arts et passe donc à 1 000 m2.
- 2007 : la librairie grandit. Avec plus de 1 700 m2, Filigranes est la plus grande de Belgique, et la plus grande de plain-pied au monde.
- 2008 : Filigranes lance sa web-tv, filigranes.tv, sur laquelle les internautes peuvent retrouver les présentations vidéo des auteurs invités à la librairie. Le site inclut aussi des coups de cœur littéraires présentés par les libraires.
- 2010 : ouverture du Petit Filigranes à Uccle[15] et du Filigranes Corner à Ixelles.
- 2012 : rachat de la librairie Corman à Knokke. Elle s'appelle désormais Corman by Filigranes.
- 2013 : la librairie fête ses 30 ans et passe de 1 700 m2 à 2 600 m2. Au 42 de l'avenue des Arts, Filigranes comprend désormais une librairie internationale. En outre, un nouveau souffle est donné[pas clair] à la maison d'édition de Filigranes, Filipson Éditions. La même année, la librairie devient Fournisseur breveté de la Cour de Belgique.
- 2016 : création du prix littéraire Filigranes.
- 2024 : en février, la librairie annonce une restructuration liée à une situation financière délicate[16].
- 2025 : à la suite de la reprise de la société INTELL SA exploitante des librairies Filigranes en décembre 2024 par la société ASKB – notamment détentrice du concept store Mayfair –, Filigranes change d'adresse à Bruxelles.

## Prix Filigranes
Depuis 2016, la librairie attribue son propre prix littéraire, récompensant "un livre de qualité accessible à tous". 
Lauréats du prix :
- 2016 : Le Dernier des nôtres d'Adélaïde de Clermont-Tonnerre[17].
- 2017 : La Vie sauvage de Thomas Gunzig[18].
- 2018 : La Vraie Vie d'Adeline Dieudonné[19].
- 2019 : Où bat le cœur du monde de Philippe Hayat et prix d'honneur à Jean-Claude Grumberg pour son roman La plus précieuse des marchandises[20].
- 2020 : Le monde n'existe pas de Fabrice Humbert et prix d'honneur à Oscar Lalo pour son roman La race des orphelins[21].
- 2021 : La vie rêvée des hommes de François Roux[22].